# Stuessya apiculata
Stuessya apiculata là một loài thực vật có hoa trong họ Cúc. Loài này được (S.F.Blake) B.L.Turner & F.G.Davies miêu tả khoa học đầu tiên năm 1980.